# بومزي (فلم)
بومزي (بالإنجليزية: Pumzi)، هُو فيلم خيال علمي كيني صدر سنة 2009 وأخرجه وانوري كاهيو.

## روابط فنية
- مقالات تستعمل روابط فنية بلا صلة مع ويكي بيانات